# Haddock (software)
Haddock is een vrije documentatiegenerator voor de functionele programmeertaal Haskell. Het is ontwikkeld door Simon Marlow. Het is de de facto documentatiegenerator voor Haskell. Haddock is geïnspireerd door IDoc, HDoc en Doxygen. De eerste versie (0.1) werd uitgebracht op 1 mei 2002. Het programma is uitgebracht onder een aangepaste BSD-licentie.
Haddock genereert HTML aan de hand van het commentaar in de broncode. Ook wordt andere informatie uit de broncode gehaald, zoals de modulen en de types van functies. Daarnaast is er gedeeltelijke ondersteuning voor het genereren van DocBook.